# Nabīnagar (ort i Bangladesh)
Nabīnagar är en ort i Bangladesh.   Den ligger i provinsen Chittagong, i den centrala delen av landet, 60 km öster om huvudstaden Dhaka. Nabīnagar ligger 13 meter över havet och antalet invånare är 31 671.
Terrängen runt Nabīnagar är mycket platt. Runt Nabīnagar är det mycket tätbefolkat, med 1 313 invånare per kvadratkilometer.. Närmaste större samhälle är Bhairab Bāzār, 18,3 km norr om Nabīnagar.
Trakten runt Nabīnagar består till största delen av jordbruksmark.